# János Kádár
János Kádár (en húngaro Kádár János (Fiume; 26 de mayo de 1912 - Budapest; 6 de julio de 1989) fue un político húngaro, primer ministro de su país en dos ocasiones, una entre 1956 y 1958, y otra entre 1961 y 1965. Con todo, continuó siendo el líder del Partido Socialista Obrero Húngaro (MSZMP) hasta su muerte, en 1989. El periodo e ideología política asociado con él es conocido como "kádárismo".
Kádár nació en Fiume, siendo hijo de una madre soltera pobre. Después de vivir en el campo durante algunos años, Kádár y su madre se mudaron a Budapest. Se unió a la organización juvenil del Partido de los Comunistas en Hungría, KIMSZ, y pasó a convertirse en una figura prominente en el Partido Comunista anterior a 1939, y finalmente fue elegido primer secretario. Como líder, disolvió el partido y lo reorganizaría como Partido Comunista Húngaro, pero el nuevo partido no obtuvo mucho apoyo popular.
Después de la Segunda Guerra Mundial, con el apoyo soviético, el Partido Comunista tomó el poder en Hungría. Kádár ascendió en las filas del partido, sirviendo como ministro del Interior de 1948 a 1950. En 1951 fue encarcelado por el gobierno de Mátyás Rákosi pero fue liberado en 1954 por el reformista primer ministro Imre Nagy. El 25 de octubre de 1956, durante la Revolución húngara, Kádár reemplazó a Ernő Gerő como Secretario General del partido, participando en el gobierno revolucionario de Nagy. Sin embargo, una semana más tarde rompería con Nagy por su decisión de retirarse del Pacto de Varsovia. Después de la represión soviética de la Revolución húngara, Kádár fue seleccionado para dirigir el país. Presidió la represión, ordenando la ejecución de muchos revolucionarios (incluidos Nagy y sus socios cercanos) y el encarcelamiento de muchos otros. Se iría moderando paulatinamente, liberando a los restantes presos de este período en 1963.
Como líder de Hungría, Kádár intentó liberalizar la economía húngara con un mayor enfoque en los bienes de consumo, en lo que se conocería como comunismo gulash. Como resultado del nivel de vida relativamente alto, menos abusos de los derechos humanos y restricciones de viaje más relajadas que las presentes en otros países del Bloque del Este, Hungría fue generalmente considerada el país más habitable del Bloque del Este durante la Guerra Fría. Kádár fue sucedido por Károly Grósz como Secretario General el 22 de mayo de 1988. Grósz solo serviría un año en este puesto debido a la caída del comunismo en Europa en 1989.
Mientras estaba al frente de Hungría, Kádár impulsó una mejora en el nivel de vida. Kádár aumentó el comercio internacional con países no comunistas, en particular los de Europa occidental. Las políticas de Kádár diferían de las de otros líderes comunistas como Nicolae Ceaușescu, Enver Hoxha y Wojciech Jaruzelski, todos los cuales favorecieron interpretaciones más ortodoxas del marxismo-leninismo. Las políticas reformistas de Kádár a su vez serían vistas con desconfianza por el liderazgo conservador de Leonid Brézhnev en la Unión Soviética. El legado de Kádár sigue en disputa, sin embargo, la nostalgia por la era de Kádár sigue estando muy extendida en Hungría. Una encuesta de 2020 realizada por Policy Solutions encontró que el 54 % de las personas cree que la mayoría tuvo una vida mejor con Kádár, frente al 31 % que no está de acuerdo con esa afirmación.

## Biografía

### Infancia
Kádár nació fuera del matrimonio en Fiume (actual Rijeka en Croacia) el 26 de mayo de 1912. El infante fue registrado en la versión italiana de su nombre: Giovanni Giuseppe Czermanik (en idioma húngaro: János József Czermanik) porque nació en el hospital italiano Santo Spirito. Obtuvo el apellido Csermanek de su madre. Era hijo ilegítimo del soldado János Krezinger y de la sirvienta Borbála Czermanik. Krezinger procedía de una familia de pequeños propietarios del Condado de Somogy. El padre de Kádár tenía orígenes bávaros. La madre, Borbála Csermanek, nació en Ógyalla (hoy Hurbanovo en Eslovaquia) de padre eslovaco sin tierra y madre húngara.
El padre adoptivo de Kádár, Imre Bálint, estaba a cargo. Pero fue el hermano de Bálint, Sándor Bálint, quien Kádár recordaría como su "verdadero" padre adoptivo. Mientras Imre sirvió en el ejército durante la Primera Guerra Mundial, Sándor se quedó a cargo de Kádár. Sándor fue el único hombre con el que Kádár tuvo una buena relación durante su infancia. Kádár comenzó a trabajar a una edad temprana y ayudó a Sándor a cuidar a su esposa enferma. Kádár años después recordó cómo sus primeras experiencias lo acercaron al marxismo-leninismo. Recuerda cómo fue acusado de incendiar un edificio cuando el verdadero culpable era el hijo del inspector corrupto. De repente, en 1918, a la edad de seis años, Borbála lo recuperó, lo trasladó a Budapest y lo matriculó en la escuela. En la escuela fue intimidado por sus modales de pueblerino y su charla campesina.
Borbála trabajó duro para asegurarse de que Kádár tuviera una buena educación. En verano, Kádár encontraba trabajo en el campo. Fue visto como "extranjero" por sus contemporáneos, en el campo lo llamarían "chico de ciudad" mientras que en la ciudad lo llamarían "chico de campo". Luego, en 1920, Borbála volvió a quedar embarazada; el padre se fue pronto. Kádár ayudó a cuidar a su medio hermano, Jenő. En la Escuela Primaria Cukor Street, Kádár demostró ser un estudiante brillante. Faltaba a la escuela a menudo, y su madre trató de golpearlo para que se detuviera. Las clases eran fáciles para él y faltaba a la escuela para practicar deportes. Sin embargo, leía a menudo, pero esto no impresionó a su madre y le preguntó sarcásticamente si era un "caballero del ocio". Kádár dejó la escuela a la edad de catorce años en 1926. Kádár comenzó su aprendizaje como mecánico de automóviles. Después de que lo rechazaron como mecánico de automóviles, comenzó a trabajar como aprendiz de Sándor Izsák, principal representante húngaro de Torpedo Typewriter Company en el otoño de 1927. Los mecánicos de máquinas de escribir tenían un alto prestigio entre la clase obrera, sólo había 160 en toda Hungría.
János Kádár sobre su infancia:
Fui sirviente de un pastor de cerdos de la aldea, niño sirviente de un kulak (campesino rico). Trabajé desde las 5 de la mañana hasta que comenzaron las clases en la escuela [primaria], luego, después de la educación en la tarde, tuve que trabajar nuevamente hasta altas horas de la noche. Luego vino la "belleza" de la vida de un aprendiz hábil. Y finalmente, cuando me convertí en un trabajador calificado -en 1929- vino para nosotros la gran crisis económica y el desempleo. Así vivía toda la generación de jóvenes trabajadores de aquella época.

### Militancia comunista
Su primer encuentro con la literatura marxista se produjo en 1928 después de ganar una competición de ajedrez juvenil organizada por el Sindicato de Barberos. Su premio fue el Anti-Dühring de Friedrich Engels. El organizador del torneo le explicó a Kádár que si no lo entendía después de su primera lectura, debería volver a leerlo hasta que lo entendiera. Kádár siguió su consejo, incluso si sus amigos "no estaban impresionados" por su lectura. Como señaló más adelante en su vida, no entendió la lectura, pero lo hizo pensar: "Leyes inmutables y conexiones en el mundo que no había sospechado.” Si bien puede ser cierto que como comenta Kádár que el libro tuvo una gran influencia sobre él, fue en 1929 cuando fue después de que se enfadó con su empleador después de hablar condescendientemente hacia Kádár. Cuando la Gran Depresión golpeó a Hungría, Kádár fue el primero en ser despedido. Lo que siguió fueron trabajos mal pagados y pobreza. Más tarde quedó desempleado, y fue esta experiencia la que lo puso en contacto con el Partido Comunista de Hungría. Según Kádár, se convirtió en miembro del partido en 1931.
En septiembre de 1930, Kádár participó en una huelga sindical organizada. La huelga fue aplastada por las autoridades y muchos de sus compañeros comunistas fueron arrestados. A raíz de la huelga fallida, apoyó al partido reuniendo firmas para los candidatos del Bloque Obrero Socialista, un intento del Partido Comunista de Hungría para crear un frente que ganaría nuevos seguidores. Este intento fue frustrado por las autoridades y se produjeron nuevos arrestos. En junio de 1931, se unió a la organización juvenil comunista, la Asociación de Jóvenes Trabajadores Comunistas (KIMSZ). Se unió a la célula del partido Sverdlov, nombrada así por el líder soviético Yákov Sverdlov. Su alias dentro del partido se convirtió en János Barna. Durante su afiliación temprana, el partido era ilegal, siguiendo el aplastamiento de 1919 de la República Soviética de Hungría.
En diciembre de 1931, las autoridades pudieron localizarlo y Kádár fue arrestado acusado de difundir el comunismo y ser comunista. Negó los cargos y, por falta de pruebas, fue puesto en libertad. Sin embargo, estaba bajo constante vigilancia policial y, después de algunos días, volvió a estar en contacto con KIMSZ. Se le asignaron nuevas responsabilidades y, en mayo de 1933, se convirtió en miembro del comité KIMSZ de Budapest. Debido a su ascenso en la jerarquía comunista, se le dio un nuevo alias, Róna. El partido sugirió, pero Kádár rechazó, la oferta de estudiar en el Instituto Lenin en Moscú, alegando que no podía dejar sola a su familia. Su ascenso en la jerarquía llegó a su fin cuando fue arrestado el 21 de junio de 1931 junto con otros activistas comunistas. Kádár se quebró por la brutalidad policial, cuando luego se enfrentó a sus compañeros comunistas arrestados, se dio cuenta de que había cometido un error y negó y se retractó de todas sus confesiones. Fue condenado a dos años de prisión. Debido a sus confesiones a la policía, fue suspendido de KIMSZ.

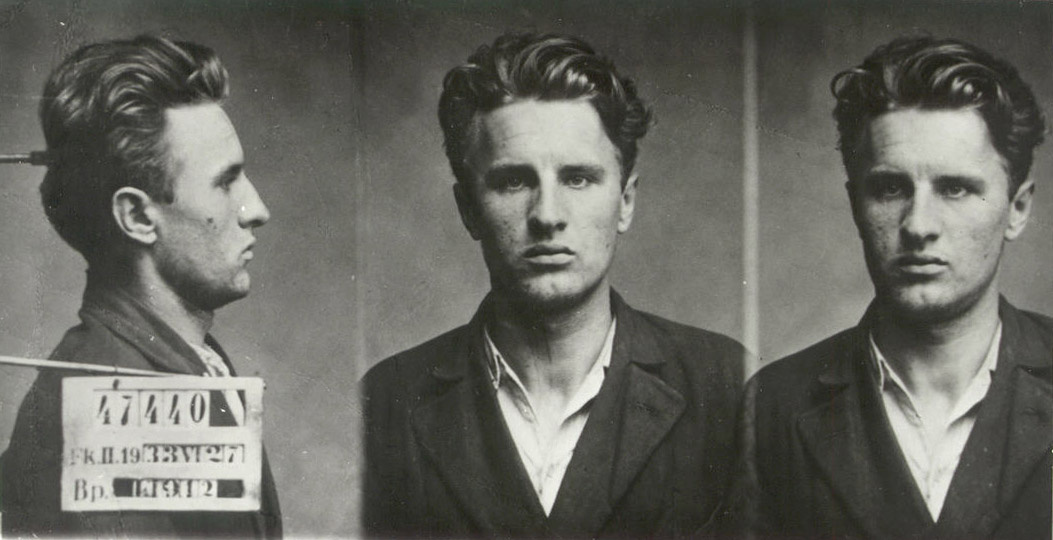
Kádár en su arresto en 1933

Después de ser puesto en libertad condicional, estaba políticamente en el limbo. La esperanza de reincorporarse al Partido Comunista se hizo añicos por la decisión del Comintern de disolver el partido comunista nacional en Hungría. A los pocos miembros restantes del partido se les dijo que se infiltraran y trabajaran en cooperación con el Partido Socialdemócrata de Hungría y los sindicatos. Mientras tanto, Kádár había podido convencerse a sí mismo de que se debía a los cambios dentro del partido, y no a sus confesiones, lo que había llevado a que ninguno de sus asociados se pusiera en contacto con él. Al mismo tiempo, tenía que cumplir cuatro meses más de su sentencia de prisión antes de ser liberado. En prisión, Kádár se reunió con Mátyás Rákosi, un comisario de la República Soviética de Hungría y un preso político de renombre. Si bien Kádár afirmó más tarde que creció un vínculo de padre e hijo entre ellos, la verdad más plausible es que creció una "descaro un tanto adolescente" entre los dos. En prisión, Rákosi interrogó a Kádár y llegó a la conclusión de que sus confesiones se debían a sus "deficiencias". 
Después de salir definitivamente de prisión, algunos exmilitantes del partido se pusieron en contacto con él y le dieron instrucciones a Kádár para que se infiltrara en el Partido Socialdemócrata con ellos. Dentro del partido, Kádár y sus asociados no ocultaron sus puntos de vista marxistas, hablando con frecuencia sobre las luchas de la clase trabajadora y su mirada, que estaba dirigida hacia la Unión Soviética.
Kádár todavía vivía en la pobreza y le resultaba difícil mezclarse con la clase trabajadora alta y la intelligentsia. Paradójicamente, su principal contacto comunista en el Partido Socialdemócrata era un escultor llamado György Goldmann. Kádár se convirtió en un orador eficaz sobre "temas pan y mantequilla", pero no logró tener éxito en temas más serios y complejos. En 1940 fue llamado a filas del partido. Al comienzo de su refundación, al partido le gustaba usar miembros sin registro policial, por lo que a Kádár se le dieron más responsabilidades dentro de la infiltración del Partido Socialdemócrata. Durante mayo y junio, la policía arrestó y rodeó a varios activistas del partido, incluido Goldman, pero Kádár logró esconderse. Ya en mayo de 1942, Kádár se convirtió en miembro del Comité Central recién formado del Partido Comunista, principalmente debido a la falta de personal, ya que la mayoría de ellos habían sido enviados a prisión. István Kovács, el líder interino del partido desde diciembre de 1942, dijo; "él [Kádár] era extremadamente modesto, un hombre inteligente pero no entrenado teóricamente". Kovács llevó a Kádár a la dirección del partido y le dio un asiento en la Secretaría del Comité Central. Para enero de 1943, había podido ponerse en contacto con unos setenta u ochenta miembros, pero este esfuerzo se vio truncado por una nueva ronda de arrestos masivos, con Kovács entre ellos.

### Primer Secretariado
El nuevo liderazgo después del último arresto masivo estaba formado por Kádár como Primer Secretario, Gábor Péter, István Szirmai y Pál Tonhauser. Durante el primer mandato de Kádár como líder del partido, enfrentó muchos problemas, siendo el más importante que los comunistas se estaban volviendo cada vez más irrelevantes en una situación que cambiaba rápidamente, principalmente debido a la continua interferencia del gobierno húngaro. En una reunión con Árpád Szakasits, un socialdemócrata de tendencia izquierdista, se le pidió a Kádár que detuviera la infiltración ilegal del partido en su partido.
Esta reunión condujo a que se montaran críticas contra él durante una reunión plenaria del Comité Central. En febrero de 1936, a Peter se le ocurrió una idea; su idea era disolver el partido para que los miembros del partido pudieran difundir el comunismo de forma independiente, mientras que una pequeña estructura secreta de liderazgo podría mantenerse unida durante algunos años. Esto, dijo, detendría el continuo arresto masivo del personal del partido comunista y, a su vez, fortalecería al partido para el futuro. Si bien al principio Kádár estaba en contra de tal idea, la idea creció en él y llegó a la conclusión de que en lugar de disolver el partido, pretendería disolverlo y cambiar el nombre del partido, lo que efectivamente sacaría a las autoridades húngaras de su rastro. El llamado "nuevo partido" se formó en agosto bajo el nombre de Partido de la Paz.
Esta decisión no fue apoyada por todos, y los comunistas húngaros con sede en Moscú dirigidos por Mátyás Rákosi condenaron la decisión y los militantes domésticos. Kádár no estuvo de acuerdo con las críticas que se le formularon, alegando que fue una "retirada táctica" que llevó al cambio de nombre del partido, pero sin cambios ni en los principios ni en las estructuras del partido. Su intento de engañar a la policía fracasó y la policía continuó arrestando a comunistas húngaros. Más adelante en su vida, este sería uno de los pocos temas de su vida que Kádár se negaría a discutir.
Después de la invasión alemana de Hungría, el Partido de la Paz, con otros partidos, estableció el Frente húngaro, los aliados potenciales del partido todavía desconfiaban mucho de ellos. Por lo tanto, el Frente Popular nunca fue capaz de ganar mucho apoyo entre la población. A raíz de la invasión, el partido bajo el liderazgo de Kádár inició operaciones partidistas y creó su propio Comité Militar. Kádár intentó cruzar la frontera hacia Yugoslavia con la esperanza de ponerse en contacto con los partisanos yugoslavos y su líder, Josip Broz Tito. Al mismo tiempo, Kádár probablemente esperaba establecer mejores y más fuertes relaciones con la URSS; algo que habían estado tratando de hacer desde 1942. A Kádár se le dio una nueva identidad como cabo del ejército que intentaba cruzar la frontera húngaro-yugoslava. Este intento fracasó y fue condenado a dos años y medio de prisión. Las autoridades nunca descubrieron su verdadera identidad, por lo que miembros como Rákosi pensaron que era un agente secreto de la policía. Sin embargo, no hay pruebas contundentes para estas acusaciones, y la incompetencia sigue siendo la única razón plausible. Más tarde se demostró que, cuando el oficial de las SS Otto Winckelmann informó a Berlín que Kádár había sido arrestado, habían confundido erróneamente a Kádár con otro comunista.
Kádár, mientras estaba en prisión, pudo enviar mensajes a Péter y otros miembros de alto rango del partido, pudieron orquestar un plan para liberarlo. Mientras tanto, el líder de Hungría Miklós Horthy estaba conspirando contra los ocupantes alemanes. Hubo rumores que afirman que Horthy intentó ponerse en contacto con Kádár, pero no sabía que estaba en prisión. Horthy fue depuesto por el gobierno alemán y reemplazado por el líder del Partido de la Cruz Flechada Ferenc Szálasi. Las políticas de Szálasi tuvieron un efecto inmediato en Kádár; había vaciado la prisión en la que vivía Kádár y los había enviado a campos de concentración nazis. Kádár pudo escapar y regresó a Budapest. Inmediatamente después de su regreso a Budapest, Kádár encabezó el comité militar del partido comunista. El comité trató de persuadir a los trabajadores para que ayudaran a las fuerzas soviéticas, pero no pudo reunir mucho apoyo de la población, por lo que su efecto fue, en el mejor de los casos, marginal. Después de l  victoria soviética en Budapest, cambió su nombre de Csermanek a Kádár, que literalmente significa "fabricante de barriles".

### Posguerra
Después de la ocupación soviética de Hungría, el liderazgo comunista soviético-húngaro envió a Zoltán Vas y al nuevo Comité Central del Partido Comunista Húngaro aprobado por el Kremlin; Kádár se convirtió en miembro. Kádár ascendió, no por ideología o conocimientos técnicos, sino por su capacidad organizativa. Ayudó a organizar la sede del Partido y diseñó su tarjeta de membresía. Tuvo fuertes críticos, como el diputado del partido de Rákosi Ernő Gerő, quien sintió que su decisión de disolver el partido durante la guerra fue una decisión precipitada. Otros compañeros sintieron que lo habían promovido en exceso. Sin embargo, ascendió al Politburó del Partido Comunista de Hungría. En febrero de 1945, Rákosi fue elegido Secretario General del Partido Comunista de Hungría.

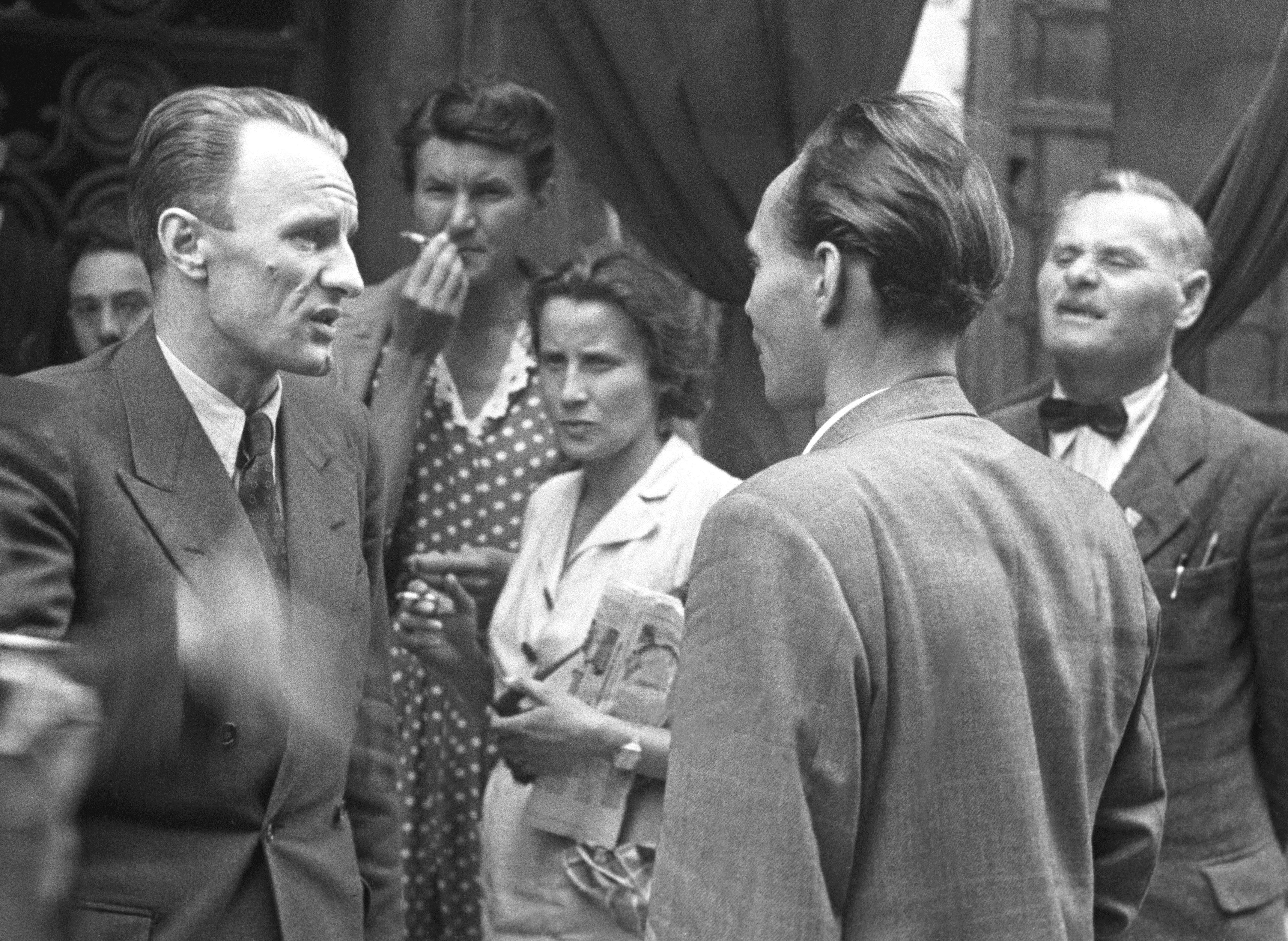
Kádár (izquierda) y László Rajk, miembros del Ejecutivo Central del Partido Comunista Húngaro en la primera reunión nacional del partido, mayo de 1945

El liderazgo de Rákosi consistía en Mihály Farkas el Ministro de Defensa. Kádár y Béla Kovács notaron con perplejidad la total falta de interés de la dirección en la experiencia y perspectiva de los comunistas domésticos. Como jefe de cuadros, Kádár supervisó los nombramientos de miembros del partido. Esta posición le dio contactos, algunos de los cuales serían muy importantes para él en su vida posterior. Después de no poder asegurar una mayoría en el Parlamento después de las elecciones de 1945, el liderazgo comunista comenzó la estrategia de divide y vencerás conocida como la táctica del salami. Kádár se convirtió en una figura prominente durante el período comprendido entre las elecciones parlamentarias de Hungría de 1945 y las de 1947. Kádár había desarrollado un sentido de rivalidad con el Partido Socialdemócrata de Hungría, alegando que el partido los estaba "golpeando" en el gobierno y que hacía imposible que los comunistas negociaran políticas con los sindicatos húngaros.
En 1946, Kádár hizo campaña por el partido comunista en distritos obreros y fábricas. Estas áreas fueron fuertemente disputadas entre los comunistas y los socialdemócratas. Los comunistas pudieron persuadir a los socialdemócratas para que celebraran elecciones en las fábricas donde los comunistas tenían la mayoría. Los resultados de clara mayoría obtenidos por los comunistas durante esta elección llevaron a los socialdemócratas a posponer el resto de la elección. En el 3.er Congreso del Partido Comunista de Hungría, Kádár fue nombrado uno de los dos diputados de Rákosi. Fue nombrado diputado por su origen social y étnico, la mayoría de los líderes eran de orígenes judíos e intelectuales, sin embargo, Kádár era un trabajador "húngaro".
Kádár, como en 1946, era un activista del Partido Comunista y el historiador Robert Gough lo describió como "un gran éxito". El Partido Comunista ganó la mayoría en el parlamento en 1947, y debido a la escalada de la Guerra Fría, el liderazgo soviético les ordenó crear un estado de partido único. Kádár jugó un papel activo en la creación del Partido Húngaro de los Trabajadores; creado por la fusión del Partido Socialdemócrata y el Partido Comunista. En el congreso de unificación, Kádár pronunció un discurso que tuvo poco impacto en el movimiento comunista de Hungría. En mayo de 1948 Kádár visitó la Unión Soviética, y por primera y última vez en su vida vio a Iósif Stalin con sus propios ojos. Durante su visita a la URSS, murió el hermano de Kádár, Jenő. El 5 de agosto de 1948, László Rajk fue designado para el cargo de ministro de Asuntos Exteriores, y Kádár tomó su lugar como ministro del Interior.
Así como Stalin había lanzado una Gran Purga en 1930s, Rákosi lanzó una purga contra aquellos que habían trabajado en Hungría, y no en la Unión Soviética, durante la Segunda Guerra Mundial y antes. En retrospectiva, está claro que Kádár fue nombrado ministro del Interior con el objetivo deliberado de involucrarlo en el juicio de Laszlo Rajk, aunque las investigaciones y los procedimientos fueron manejados por la Agencia de Seguridad del Estado con la participación activa participación de la policía secreta soviética. Rákosi se jactó más tarde de "pasar muchas noches sin dormir" para desentrañar los hilos de la "conspiración antipartidista" encabezada por Rajk y su "pandilla".
Durante el juicio público, se cree que Rákosi personalmente dio instrucciones al juez por teléfono.[cita requerida] Rákosi luego intentaría culpar a Kádár por la muerte de Rajk. Más adelante en su vida, Rákosi dijo que Rajk murió gritando "¡Viva Stalin! ¡Viva Rákosi!" mientras Tibor Szönyi moría sin decir palabra y András Szalai llorando. Farkas y Gábor Péter, tras la muerte de Rajk y los demás, dijeron "provocadores hasta el último suspiro". Este evento no aseguró a Kádár; haciéndolo dudar si alguna de las acusaciones vertidas contra sus compañeros de trabajo era cierta. Se cree que tras la muerte de Rajk se vio a Kádár vomitando; estos rumores no han sido confirmados por ninguna fuente de ese momento.
Se cree que Rákosi lo contactó al día siguiente, preguntándole por qué estaba de tan mal humor, y continuó diciendo; "¿Te afectaron tanto las ejecuciones?". Según ciertos rumores, probablemente poco fiables, Kádár visitó a Rákosi para contarle su reacción ante la ejecución. Más tarde, durante una presentación del partido en un colegio, Kádár enfatizó la austeridad del partido. Esta presentación podría reflexionar sobre la reacción de Kádár a la ejecución de Rajk y su revelación de que podría convertirse en la próxima víctima de la represión del gobierno. Al realizar su presentación, su audiencia lo describió como un "demacrado", "angustiado" y como un hombre bajo mucha "tensión".

### Juicio y rehabilitación
Rákosi le dijo a Kádár, a finales de agosto de 1950, que el exlíder del partido Partido Socialdemócrata Húngaro Árpád Szakasits había confesado ser un espía de los países capitalistas. El encarcelamiento de Szakasits sería el comienzo de una larga purga contra ex socialdemócratas, dirigentes sindicales y miembros de alto nivel del partido comunista y la purga duraría hasta 1953. Las purgas se promulgaron cuando Rákosi y sus asociados estaban en medio de la colectivización de la agricultura del país y los rápidos esfuerzos de industrialización.
La ambición de Ernő Gerő y Rákosi de hacer de Hungría una tierra hecha de "acero y hierro" llevó a una enorme en el industrialización. En este punto, Rákosi había comenzado a desconfiar de Kádár, lo que llevó a Kádár a dimitir como Ministerio del Interior citando razones de salud y estrés para su elección. Kádár creía que cuanto más bajaba la escalera, más posibilidades tenía de no ser purgado. En esto estaba equivocado, y él junto con el nuevo ministro del Interior Sándor Zöld, fueron criticados por no hacer un trabajo lo suficientemente adecuado para eliminar el movimiento antisocialista dentro del país.
Más tarde, Kádár refutó la mayoría de las acusaciones contra las que se opuso el liderazgo de Rákosi, pero fue en vano, y por cada carta que escribió para refutar una acusación, se presentó otra acusación en su contra. Finalmente se dio por vencido y en una carta Kádár incluso admitió sus faltas; afirmando que todavía estaba "políticamente atrasado" e "ideológicamente sin formación" cuando encabezó el Partido Comunista de antes de la guerra como Primer Secretario. Kádár concluyó que había sido engañado por los capitalistas y por lo tanto ofreció su dimisión de la política activa. En lugar de renunciar y perder sus escaños en el Comité Central y el Politburó, sus membresías en estas organizaciones fueron renovadas en el congreso del partido. Creyendo que su puesto estaba asegurado y que Rákosi le había dado otra oportunidad, Kádár no pensó más en ello. Esto resultó ser incorrecto y, a fines de marzo de 1951, Rákosi informó a los soviéticos que Kádár junto con Zöld y Gyula Kállai iban a ser encarcelados.
El 18 de abril de 1951, Zöld había matado a toda su familia y se suicidó después de enterarse de que Rákosi y sus asociados habían decidido expulsarlo del partido. Cuando las autoridades encontraron sus cuerpos, decidieron reunir rápidamente a los dos restantes antes de que hicieran algo precipitado también. Kádár, que no sabía lo que acababa de pasar, estaba en casa cuidando a su mujer María, que había estado entrando y saliendo del hospital. El liderazgo húngaro decidió llamarlo y le pidió a Kádár que se encontrara con ellos en la sede del partido, al salir de su casa fue detenido por oficiales de la ÁVH y el jefe de la ÁVH Gábor Péter.
Solo un año después, Kádár se encontró a sí mismo como acusado en un juicio por su cuenta, bajo cargos de haber sido un espía de la policía de Horthy. Esta vez fue Kádár quien fue golpeado por la policía de seguridad e instado a "confesar". Durante el interrogatorio de Kádár, la ÁVH supuestamente lo golpeó, lo untó con mercurio para evitar que los poros de su piel respiraran e hizo que su interrogador orinara en su boca abierta. Sin embargo, en la nueva audiencia de su juicio de 1954, cuando se le preguntó si había sido maltratado, respondió "Físicamente no", una negación que repitió en entrevistas posteriores hacia el final de su vida. Algunos piensan que las historias de brutalidad tenían la intención de retratarlo como una víctima de la tortura estalinista para contrarrestar su imagen en el país y en el extranjero como un títere soviético.
Kádár fue declarado culpable y condenado a cadena perpetua. Su encarcelamiento incluyó tres años de confinamiento solitario, condiciones mucho peores que las que sufrió mientras estuvo encarcelado bajo el régimen de Horthy. Fue puesto en libertad en julio de 1954, tras la muerte de Stalin y el nombramiento de Imre Nagy como primer ministro en 1953. Kádár aceptó la oferta de actuar como secretario del partido en el distrito 13 de Budapest, fuertemente industrializado. Saltó a la fama rápidamente, acumulando un gran número de seguidores entre los trabajadores que exigían una mayor libertad para los sindicatos.

### Represión de la Revolución de 1956

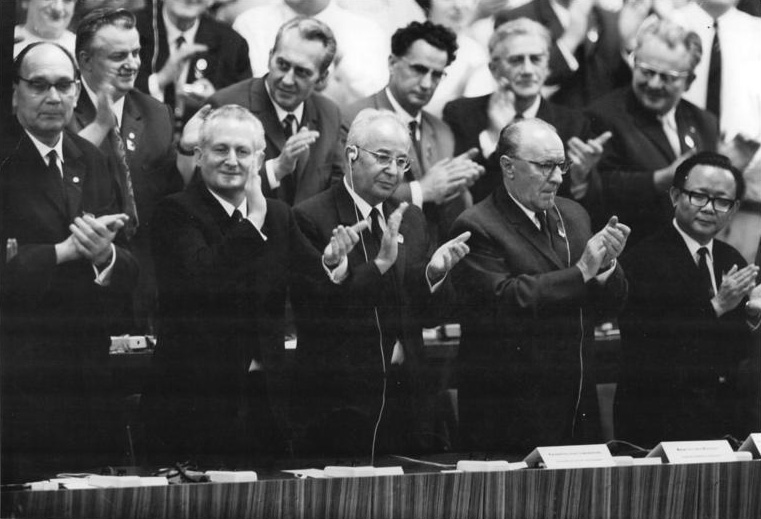
Kádár (cuarto en la primera fila) en el 8.º Congreso del Partido Socialista Unificado de Alemania en Berlín Este en 1971

Rákosi se vio obligado a dimitir en 1956, reemplazado por Gerő. El 23 de octubre de 1956, los estudiantes marcharon por Budapest con la intención de presentar una petición al gobierno. La procesión aumentó cuando varias personas salieron a las calles. Gerő respondió con un discurso duro que enfureció a la gente y la policía abrió fuego. Resultó ser el comienzo de la Revolución húngara de 1956. A medida que la revolución se extendía por todo el país, Nagy fue llamado de nuevo como primer ministro.
El Partido de los Trabajadores de Hungría decidió disolverse y reorganizarse como el Partido Socialista Obrero Húngaro. El 25 de octubre de 1956, Kádár fue elegido Secretario General. También fue miembro del Gobierno de Nagy como ministro de Estado. Nagy comenzó un proceso de liberalización, eliminando los controles estatales sobre la prensa, liberando a muchos presos políticos y expresando deseos de retirar a Hungría del Pacto de Varsovia. Formó un gobierno de coalición. Aunque los líderes soviéticos emitieron una declaración de que se esforzaban por establecer una nueva relación con Hungría sobre la base del respeto mutuo y la igualdad, en los primeros días de noviembre, el Politburó del Partido Comunista Soviético tomó la decisión de aplastar la revolución por la fuerza.
El 1 de noviembre de 1956, Kádár, junto con Ferenc Münnich, salió de Hungría hacia Moscú con el apoyo de la embajada soviética en Budapest. Allí los líderes soviéticos trataron de convencerlo de que en Hungría se estaba desarrollando una "contrarrevolución" que debía acabarse a toda costa. Solo accedió a cambiar de bando cuando los líderes soviéticos le informaron que ya se había tomado la decisión de aplastar la revolución con la ayuda de las tropas soviéticas estacionadas en Hungría. También le dijeron que, a menos que aceptara convertirse en primer ministro en el nuevo gobierno, se reinstalaría el liderazgo de Rákosi-Gerő. Aunque estaba bajo presión, él mismo admitió que no se resistió tanto como pudo. En un discurso pronunciado el 12 de abril de 1989, confesó haber jugado un papel en la ejecución de Nagy, calificándola de "su propia tragedia personal". Escribiendo en 1961, el periodista estadounidense John Gunther dijo que "Kádár hoy parece un hombre perseguido por las sombras, un cadáver ambulante".
Las divisiones de tanques soviéticas se trasladaron a Budapest con el propósito de aplastar la revolución en la madrugada del 4 de noviembre de 1956. La proclamación del llamado Gobierno Revolucionario Obrero-Campesino de Hungría, encabezado por Kádár, fue retransmitida desde Szolnok el mismo día.
Anunció un "Programa de Quince Puntos" para este nuevo gobierno: 
1. Para asegurar la independencia nacional y la soberanía de Hungría
2. Proteger la democracia popular y el sistema socialista de todos los ataques
3. Terminar con la lucha fratricida y restablecer el orden
4. Establecer estrechas relaciones fraternales con otros países socialistas sobre la base de una completa igualdad y no injerencia
5. Cooperar pacíficamente con todas las naciones independientemente de su forma de gobierno
6. Para elevar rápida y sustancialmente el nivel de vida para todos en Hungría
7. Modificación de los Planes Quinquenales, para permitir este aumento en el nivel de vida
8. Eliminación de la burocracia y ampliación de la democracia, en interés de los trabajadores # Sobre la base de la democracia ampliada, la gestión por parte de los trabajadores debe implementarse en fábricas y empresas
9. Desarrollar la producción agrícola, abolir las entregas obligatorias y otorgar asistencia a agricultores individuales
10. Garantizar elecciones democráticas en los órganos de administración y Consejos Revolucionarios ya existentes
11. Apoyo a artesanos y comercio minorista
12. Desarrollo de la Cultura húngara en el espíritu de las tradiciones progresistas de Hungría
13. El Gobierno Revolucionario Obrero-Campesino Húngaro, actuando en interés de nuestro pueblo, solicitó al Ejército Rojo que ayudara a nuestra nación a aplastar las siniestras fuerzas de la reaccionaria y restaurar el orden y la calma en Hungría
14. Negociar con las fuerzas del Pacto de Varsovia la retirada de las tropas de Hungría tras el fin de la crisis

El punto 15 se retiró después de la presión de la URSS para que su guarnición un fuerte destacamento soviético de 200.000 en Hungría. Este desarrollo permitió a Kádár desviar enormes fondos de defensa al bienestar. Nagy, junto con Georg Lukács, Géza Losonczy y la viuda de László Rajk, Júlia, huyeron a la Yugoslava. Kádár les prometió un regreso seguro a casa a petición suya, pero no cumplió esta promesa ya que los líderes del partido soviético decidieron que Imre Nagy y los demás miembros del gobierno que habían pedido asilo en la Embajada de Yugoslavia deberían ser deportados a Rumania. Posteriormente, se instituyó un juicio para establecer la responsabilidad del Gobierno de Imre Nagy en los hechos de 1956. Aunque se aplazó varias veces, los acusados finalmente fueron condenados por traición y conspiración para derrocar el "orden estatal democrático". Imre Nagy, Pál Maléter y Miklós Gimes fueron condenados a muerte y ejecutados el 16 de junio de 1958.

### Gobierno

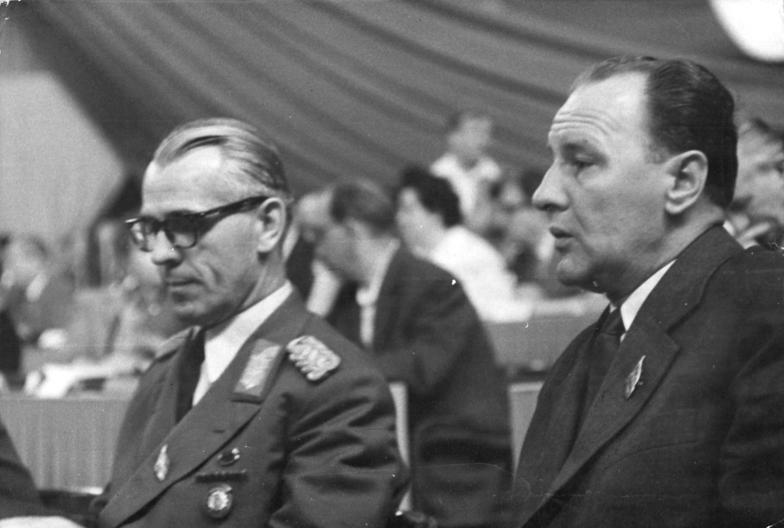
Willi Stoph y Kádár en 1958

Kádár asumió el poder en una situación crítica. El país estuvo bajo la administración militar soviética durante varios meses. Los líderes caídos del Partido Comunista se refugiaron en la Unión Soviética y planeaban recuperar el poder en Hungría. Los líderes chinos, alemanes orientales y checoslovacos exigieron severas represalias contra los perpetradores de la "contrarrevolución". A pesar de la desconfianza en torno al nuevo liderazgo y las dificultades económicas, Kádár pudo normalizar la situación en un tiempo notablemente corto. Esto se debió a la comprensión de que, dadas las circunstancias, era imposible romper con el bloque comunista.
El pueblo húngaro se dio cuenta de que las promesas de Occidente de ayudar a la revolución húngara eran infundadas y que la lógica de la Guerra Fría determinaba el resultado. Hungría siguió siendo parte de la esfera de influencia soviética con el acuerdo tácito de Occidente. Aunque fuertemente influenciado por la Unión Soviética, Kádár promulgó una política ligeramente contraria a la de Moscú, por ejemplo, permitiendo parcelas privadas considerablemente grandes para los agricultores de granjas colectivas.

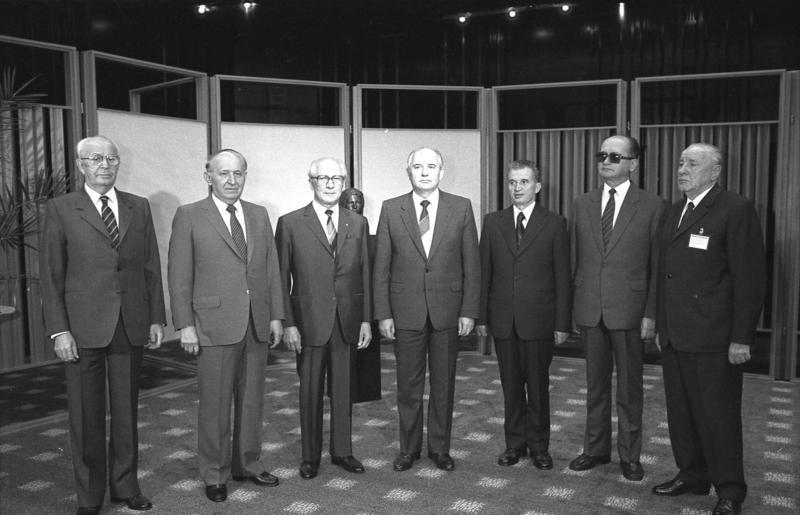
Líderes del Bloque del Este de izquierda a derecha: Gustáv Husák de Checoslovaquia, Tódor Zhívkov de Bulgaria, Erich Honecker de Alemania Oriental, Mijaíl Gorbachov de la URSS, Nicolae Ceaușescu de Rumania, Wojciech Jaruzelski de Polonia y Kádár de Hungría en Berlín Oriental en 1987

A principios de la década de 1960, levantó gradualmente las medidas más draconianas de Rákosi contra la libertad de expresión y movimiento, y también alivió algunas restricciones a las actividades culturales. Incluso toleró las publicaciones samizdat en un grado mucho mayor que sus contrapartes. Como dijo una vez Kádár, "¿qué tipo de régimen es ese que no tiene ni siquiera una pequeña oposición, solo para aparentar? Pero también está el hecho de que no pueden ir más allá de cierto límite, y si lo intentan, lo hacen pagaré por ello". Los húngaros tenían mucha más libertad que sus contrapartes del Bloque del Este para llevar a cabo su vida diaria.
El resultado fue un régimen que era mucho más humano que otros regímenes comunistas, especialmente si se compara con los primeros siete años de gobierno comunista sin disfraz en Hungría. Sin embargo, no fue un régimen liberal en ningún sentido. Los comunistas mantuvieron un control absoluto sobre el gobierno y también alentaron a los ciudadanos a unirse a las organizaciones del partido. La Asamblea Nacional, como sus contrapartes en otros países comunistas, hizo poco más que aprobar decisiones ya tomadas por el Partido Socialista Obrero Húngaro (MSZMP) y su Politburó. A los votantes se les presentó una lista única del Frente Popular Patriótico, que estaba dominado por el MSZMP. Todos los posibles candidatos tenían que aceptar el programa del Frente para poder presentarse; de hecho, Kádár y sus asesores utilizaron el Frente para eliminar a los candidatos que consideraban inaceptables. La policía secreta, el Ministerio de Asuntos Internos III, aunque operaba con algo más de moderación que sus contrapartes en otros países del Bloque del Este (como la AVH), era sin embargo una temida herramienta de control gubernamental. Los medios húngaros permanecieron bajo una censura que se consideró bastante onerosa según los estándares occidentales, pero mucho menos estricta que en otros países comunistas.
Como resultado del nivel de vida relativamente alto y las restricciones más relajadas sobre el habla, el movimiento y la cultura que las de otros países del Bloque del Este, Hungría fue generalmente considerada uno de los mejores países para vivir en Europa del Este durante el Guerra Fría. La dramática caída en los niveles de vida después de la caída del comunismo provocó cierta nostalgia por la era Kádár. Sin embargo, los estándares de vida relativamente altos tuvieron su precio en forma de una cantidad considerable del 58% del PIB o US$22 mil millones.
Si bien el régimen de Kádár se mantuvo estrictamente leal a la Unión Soviética en política exterior, su intención era establecer un consenso nacional en torno a sus políticas internas. En notable contraste con Rákosi, quien repetidamente declaró "el que no está con nosotros está contra nosotros" en sus discursos de concentración, Kádár declaró que "quien no está contra nosotros está con nosotros". Kádár fue el primer líder de Europa del Este en desarrollar vínculos más estrechos con los partidos socialdemócratas de Europa Occidental. También intentó establecer buenas relaciones con Estados Unidos, aunque solo pudo llegar hasta cierto punto debido a las limitaciones impuestas por el compromiso final de Kádár con el internacionalismo comunista. Trató de mediar entre los líderes del movimiento de reforma checoslovaco de 1968 y el liderazgo soviético para evitar el peligro de una intervención militar. Sin embargo, cuando los líderes soviéticos tomaron la decisión de intervenir para suprimir la Primavera de Praga, Kádár decidió participar en la operación del Pacto de Varsovia.
Durante el gobierno de Kádár, el turismo aumentó drásticamente, con muchos turistas (incluidos húngaros que emigraron en 1956 o antes) de Canadá, Estados Unidos. y Europa occidental trayendo el dinero que tanto necesitaban a Hungría. Hungría construyó fuertes relaciones con los países en desarrollo y llegaron muchos estudiantes extranjeros. La "Santa Corona" (referida en los medios de comunicación como la "Corona húngara", para evitar que lleve un simbolismo político de la régimen de Horthy o una alusión al cristianismo) y las insignias de los reyes húngaros fueron devueltas a Budapest por Estados Unidos en 1978.
Kádár era conocido por su estilo de vida simple y modesto y evitaba la personalidad autoindulgente de otros líderes comunistas. Aunque nunca fue personalmente corrupto, a veces pasaba por alto los tratos corruptos de otros miembros de la élite hasta cierto punto. Para fortalecer su popularidad, la propaganda susurrante lo describió como totalmente intolerante a la corrupción de sus subordinados. Jugar al ajedrez era uno de sus pasatiempos favoritos. Sin embargo, era un ávido cazador (la caza por deporte solía ser un pasatiempo aristocrático antes de 1945 en Hungría y este patrón continuó durante la era comunista cuando se convirtió en un pasatiempo preciado y una ocasión para que la nueva élite socializara informalmente y se emborrachara)by era miembro de una exclusiva asociación de caza formada por líderes del Partido y otros dignatarios. Sin embargo, no era un gran bebedor y exigía modestia cuando estaba presente. Además, los invitados extranjeros también visitaban a menudo los bosques húngaros, desde el Shah de Irán pasando por Fidel Castro hasta el rey de Nepal, y Leonid Brezhnev cazaban con Kádár varias veces. La popularidad de este "deporte de caballeros" entre los líderes comunistas estuvo marcada por las decisiones políticas tomadas en las excursiones de caza.

" ...en 1956 Kádár era un cínico pero viejo adepto comunista que dejó claras las reglas del juego de la Guerra Fría en Hungría: los soviéticos le concederían ciertas libertades para experimentar con una economía casi capitalista siempre que mantuviese al país dentro del Pacto de Varsovia..."

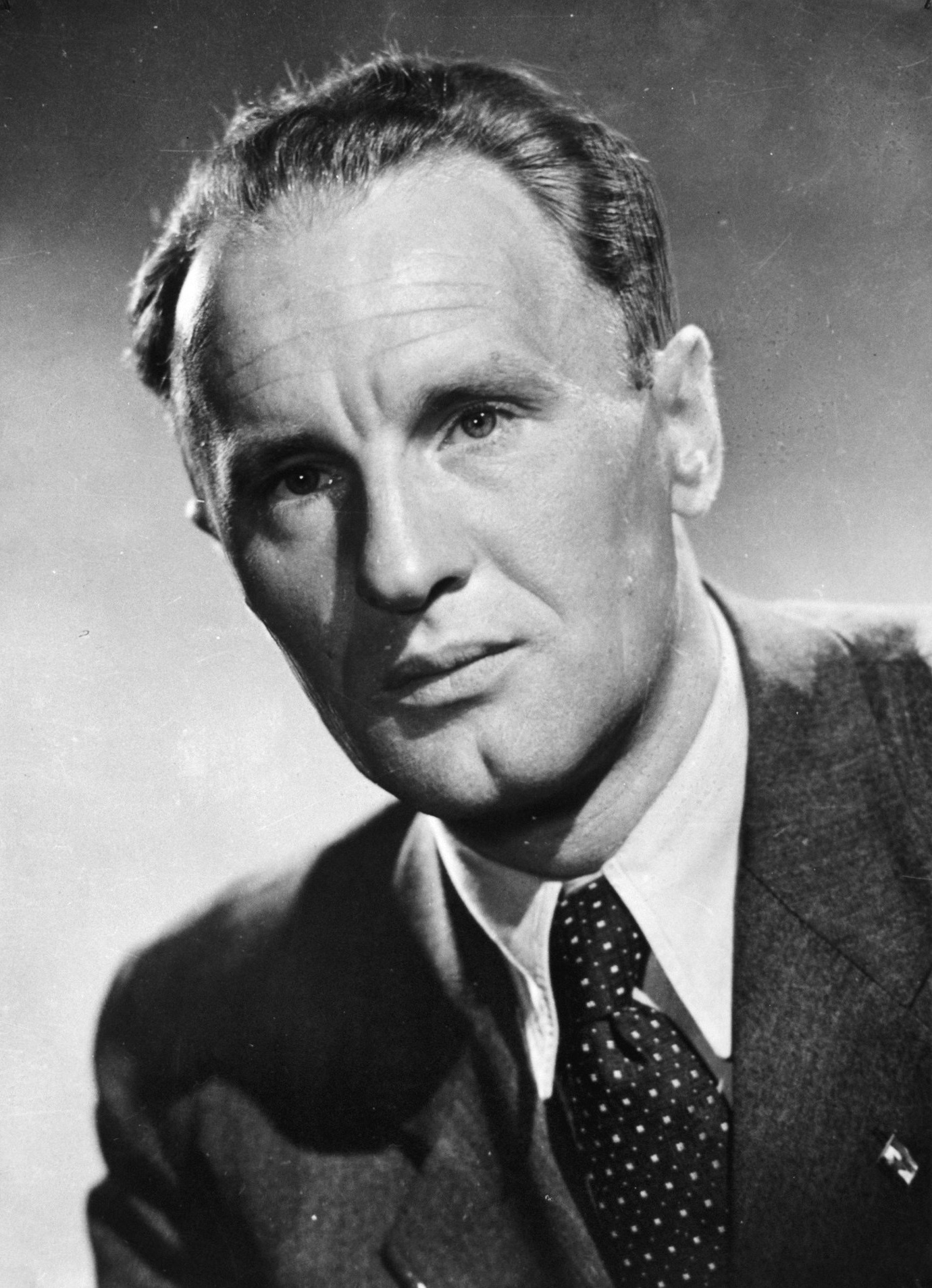
Kádár en 1962

En 1984, la primera ministra británica Margaret Thatcher visitó Hungría, pudiendo apreciar el ablandamiento del régimen. La entrevista con Kádár tuvo el propósito de solicitar su mediación ante su viejo amigo Yuri Andropov.
Tras las reformas que se implantaron en la URSS con la perestroika y el glásnost, y el fervor político en los países socialistas europeos a finales de la década de 1980, János Kádár admitió la necesidad de "una serie de reformas" económicas y agrícolas en el país. En esos difíciles años, Kádár, consciente del inevitable derrumbamiento de la república popular, evitó con su acertada política la opción sustitutiva por el nacionalismo al estilo de Slobodan Milošević en Yugoslavia. Kádár apostó por la alternancia socialdemócrata: perder las primeras elecciones multipartidistas que pudieran ocurrir para que después el PSOH ocupara de nuevo el poder.

### Años finales
János Kádár ocupó el poder en Hungría hasta el "golpe del aparato" en la primavera de 1988, cuando renunció bajo presión como Secretario General ante las crecientes dificultades económicas y su propia mala salud. En una conferencia del partido en Budapest el 22 de mayo de 1988, en la que también fueron destituidos media docena de sus asociados del Politburó, Kádár anunció su renuncia y fue reemplazado oficialmente como secretario general por el primer ministro Károly Grósz, quien se esforzó por continuar con el mandato de Kádár. pólizas en una forma modificada adaptada a las nuevas circunstancias. Kádár fue nombrado en cambio para el cargo ceremonial de presidente del partido. No deseaba ser reelegido para el Comité Político, el órgano decisorio más importante del partido. En mayo de 1989, cuando Grósz y sus asociados a su vez estaban siendo marginados por una facción de jóvenes "reformistas radicales" que se propusieron desmantelar el comunismo por completo, Kádár, con su salud visiblemente deteriorada, fue destituido oficialmente de su cargo por completo.

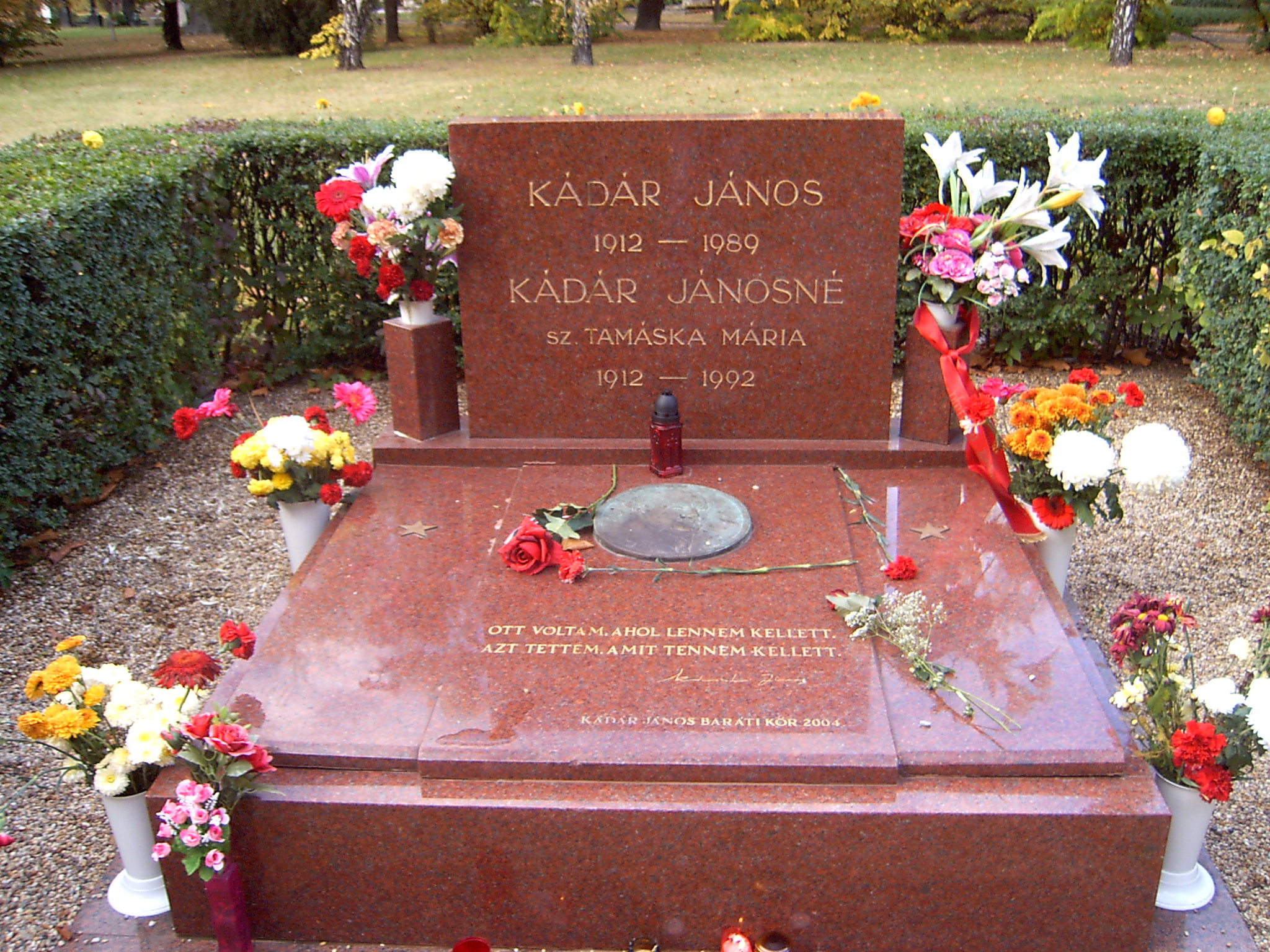
Tumba de Kádár

El 12 de abril de 1989, Kádár apareció inesperadamente y pronunció un discurso confuso e incoherente en la reunión a puerta cerrada del Comité Central. Por el "derecho a la última palabra", quiso confesar sobre sus negociaciones en 1956 en Moscú (de las que nunca habló públicamente) y sobre la condena y ejecución de Imre Nagy. Pero todos los cambios que se produjeron en Europa del Este y Hungría entre 1956 y 1989 estaban al mismo tiempo en su cabeza.
Según el testimonio de Miklós Németh, a fines de mayo o principios de junio de 1989, unas semanas antes de su muerte, Kádár le pidió a un sacerdote católico que escuchara su confesión, lo que algunos han teorizado como una señal de una posible revelación y conversión al cristianismo.
Kádár murió de cáncer el 6 de julio de 1989 a los 77 años, tres meses antes del fin formal del régimen que había creado en gran medida.
La tumba de Kádár en el Cementerio Kerepesi en Budapest fue destrozada el 2 de mayo de 2007 cuando varios de sus huesos, incluido su cráneo, fueron desenterrados y robados, junto con la urna de su esposa Mária Tamáska. Un mensaje que decía "asesinos y traidores no pueden descansar en tierra sagrada 1956–2006" (tomado de una canción titulada "Neveket akarok hallani" escrita por la banda de rock Kárpátia) fue escrito cerca. Las dos fechas se refieren a la Revolución húngara de 1956 y las protestas de 2006 en Hungría, respectivamente. Este acto fue recibido con repugnancia generalizada en todo el espectro político y social de Hungría. Las investigaciones policiales se centraron en grupos de extrema derecha que aspiraban a "llevar a cabo un acto que crearía un gran estallido".

## Legado
El legado de Kádár sigue en disputa en Hungría. Los partidarios de Kádár argumentan que la era de Kádár fue de paz y estabilidad con seguridad laboral generalizada y protecciones sociales sólidas para la gente promedio. Otros argumentan que aunque Kádár aumentó el nivel de vida de los húngaros e instituyó una amplia liberalización, el país seguía siendo fundamentalmente una dictadura y un estado satélite soviético. 
Las encuestas indican que la nostalgia por la era Kádár sigue estando muy extendida en Hungría. Según una encuesta de 2020 realizada por Policy Solutions en Hungría, el 54 % de los húngaros cree que la mayoría de la gente tenía una vida mejor con Kádár, en comparación con el 31 % que dice que la vida de la mayoría de la gente era peor con Kádár.

## Obras
- Socialismo y democracia en Hungría
- Desarrollo socialista en Hungría

- Felkay, Andrew. Out of Russian orbit, Hungary gravitates to the West (Greenwood, 1997).
- Felkay, Andrew. Hungary and the USSR, 1956-1988: Kadar's Political Leadership (Praeger, 1989)
- Gough, Roger (2006). A Good Comrade: János Kádár, communism and Hungary. I.B. Tauris. p. 323. ISBN 1-84511-058-7.
- Horbulák, Zsolt. "János Kádár as an Economic Reformist and Gustáv Husák as an Antireformist." Slovenská politologická revue 16.1 (2016): 5-19. online
- Niklasson, Tomas. "Regime stability and foreign policy change: interaction between domestic and foreign policy in Hungary 1956-1994" (PhD dissertation Lund University, 2006) online.
- Tőkés, Rudolf L. Hungary’s Negotiated Revolution: Economic Reform, Social Change and Political Succession, 1957-1990 (Cambridge University Press, 1996).